# (16701) Volpe
(16701) Volpe est un astéroïde de la ceinture principale.

## Description
(16701) Volpe est un astéroïde de la ceinture principale. Il fut découvert le 21 février 1995 à l'observatoire de Kitt Peak par le projet Spacewatch. Il présente une orbite caractérisée par un demi-grand axe de 2,40 UA, une excentricité de 0,14 et une inclinaison de 6,3° par rapport à l'écliptique.

## Compléments